# Juan Valdivieso
Juan Humberto Valdivieso Padilla (Lima, 6 de maig de 1910 - 2 de maig de 2007) va ser un porter i entrenador de futbol peruà.
En el transcurs de la seva carrera esportiva, Valdivieso va jugar a l'Alianza Lima, a més de disputar deu partits amb la selecció peruana, participant en la Copa del Món de 1930 i al sJocs Olímpics de 1936. Després de retirar-se com a jugador, Valdivieso va entrenar diversos clubs peruans, a més de fer-se càrrec de la selecció peruana.
El seu fill petit va ser Luis Valdivieso Montano, ministre d'Economia i Finances del Perú. Un net seu, Juan Pablo Valdivieso, va representar Perú en natació als Jocs Olímpics de 2000 i 2004.